# 莫莉·肖斯
莫莉·肖斯（英語：Molly Schaus，1988年7月29日—），美国女子冰球运动员，场上位置是守门员。她曾代表美国参加2010年和2014年冬季奥林匹克运动会冰球比赛，获得二枚银牌。